# Departamento Cainguás
Cainguás es uno de los 17 departamentos en los que se divide la provincia de Misiones, Argentina. Se encuentra en el centro de la provincia. Su cabecera es la localidad de Campo Grande.

## Superficie y límites
El departamento tiene una superficie de 1.549 km², equivalente al 5,24% del total de la provincia. Limita con los departamentos de Libertador General San Martín, Dos de Mayo, Guaraní, Oberá, Veinticinco de Mayo y San Ignacio.

## Población
Su población fue de  53.403 habitantes (Indec,2010).
De acuerdo al Censo 2022, vivían en el departamento 59.953 habitantes, lo que representó un incremento del 12,3% menor al crecimiento provincial que fue del 16,1%.. Estos datos le valieron tener la séptima mayor población de la provincia.